# 霧岡社

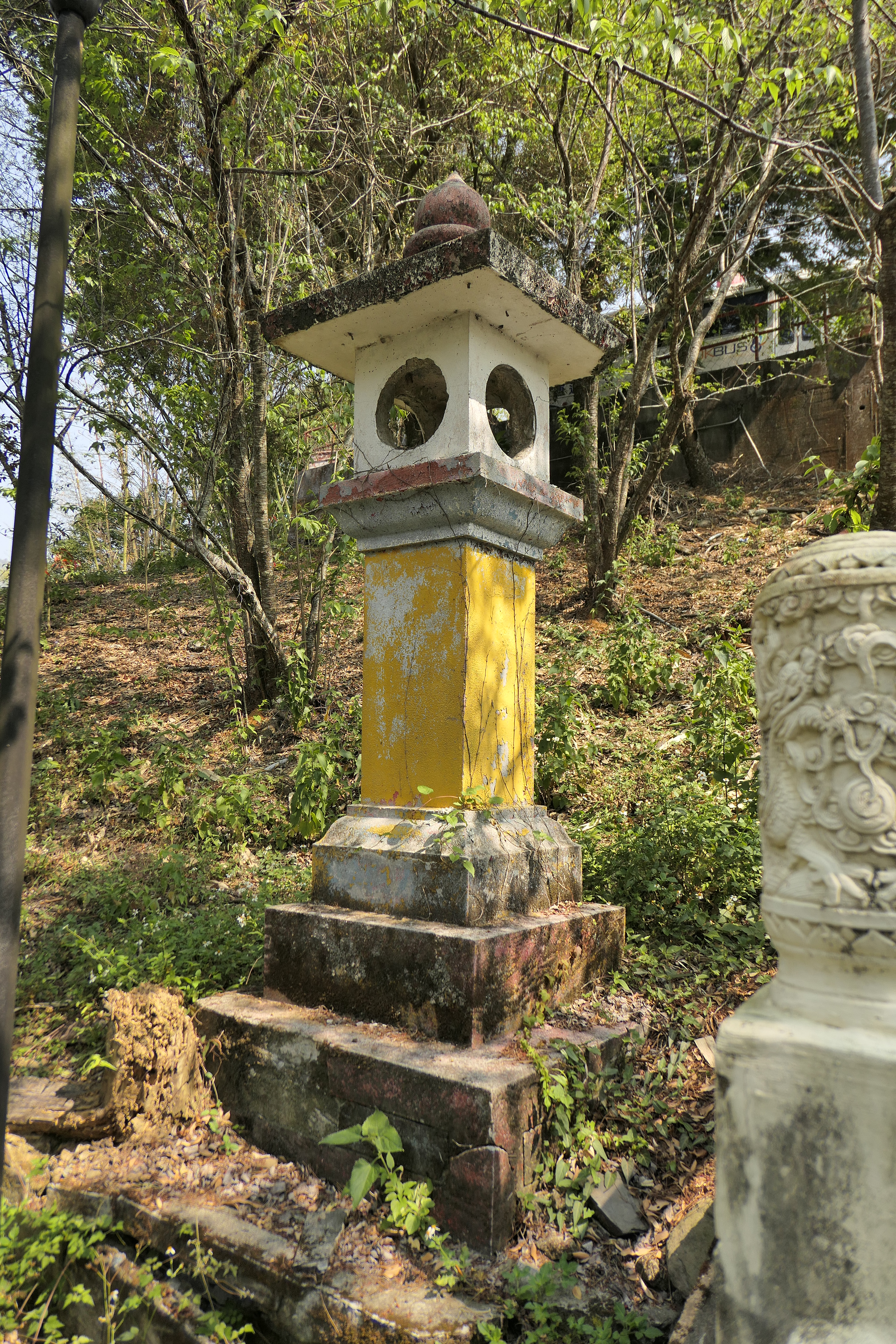
石燈籠

霧岡社是臺灣日治時期設立於臺中州能高郡蕃地（今南投縣仁愛鄉）霧社的神社，除供奉神明之外，也合祀霧社事件（1930年）受難者與日方死者共194人（不包含起事的原住民）。神社主體所在地現為霧社德龍宮，僅存文物有鳥居與石燈籠。

## 沿革
昭和六年（1931年）10月27日，舉行霧社事件殉難戰死者遺骨埋埋葬式，昭和七年（1932年）10月26日，霧社三周忌法要并霧岡社的鎮座式執行，台灣軍參謀長清水喜重列席。
二次大戰後，神社本殿被改成孔廟，後來又改成德龍宮。原本神社基座仍有保存下來，但在德龍宮的改建工程中被拆除。

## 建築
霧岡社本殿的木材採用阿里山的檜木，而鳥居的木材則來自北海道帝國大學（今日本北海道大學）守城大山實習林。